# Операция Pointblank
Операция Pointblank (англ. Operation Pointblank) — кодовое название первой стадии совместных стратегических бомбардировок Германии и Франции силами ВВС Великобритании и ВВС армии США в период, предшествовавший Нормандской операции.
Задачей операции Pointblank было «нанести тяжелый урон дневной истребительной авиации и удержать германскую истребительную авиацию вдали от русского и средиземноморского театров военных действий» (из Касабланкской директивы).
Целью первого этапа операции (июнь 1943—1944) была авиационная промышленность Германии. Начиная с июня 1944 центр тяжести операции был перенесён на объекты ракетных сил и нефтехимической промышленности (сентябрь 1944). Накануне высадки в Нормандии в число целей были включены транспортные узлы и военные склады:241. Бомбардировки этих объектов продолжались вплоть до полного окончания военных действий в Европе.
Тактика участников наступления различалась. Британская авиация выполняла, в основном, ночные ковровые бомбардировки городов, а американская действовала в дневное время, нанося прицельные удары по военным объектам.

## Касабланкская директива
Касабланкская директива давала следующие указания для стратегической авиации союзников:

... первоочередной задачей будет эскалация действий по разрушению и дезорганизации германской военной, промышленной и экономической системы и подрыв морального духа немцев до такой степени, когда их способность к вооруженному сопротивлению будет безвозвратно утрачена.

## План совместных действий
Общий план действий был разработан апреле 1943 года под руководством ген. Айры Икера (англ. Ira C. Eaker). План предусматривал проведение операций против 76 целей; операции планировалось проводить циклами по 18 операций каждые три месяца; предполагалось, что по меньшей мере 12 из каждых 18 операций будут успешными. План определял также ресурсы, отводимые Военно-воздушными силами армии США для проведения каждого из четырёх трехмесячных циклов — соответственно 944, 1192, 1746 и 2702 бомбардировщика.

## Директива Pointblank
В июне 1943 года объединённый комитет начальников штабов США и Великобритании выпустил директиву, уточнявшую задачи, поставленные Касабланкской директивой. В частности, новая директива, наряду с уничтожением германской истребительной авиации, ставила в качестве высшего приоритета уничтожение заводов, производивших истребители. Уничтожение истребительной авиации Германии было необходимо для завоевания господства в воздухе в преддверии высадки в Нормандии. Новая директива была подтверждена решениями Квебекской конференции.

## Боевые действия
На первом этапе операции дневные налеты B-17 8-й воздушной армии  проходили без истребительного сопровождения. Однако вследствие тяжёлых потерь, понесённых во время второго налета на Швайнфурт 14 октября 1943 года, названного «чёрным вторником», операции были приостановлены. Возобновление операций последовало только после того, как на вооружение поступили новые истребители с увеличенной дальностью полетов P-47 и P-51.

## Итоги операции Pointblank
Операция не позволила добиться уменьшения производства истребителей. «В первом квартале 1944 года производство истребителей в Германии выросло на 30 процентов по сравнению с третьим кварталом 1943 года, а во втором квартале 1944 года удвоилось по сравнению с тем же кварталом.»
В то же время операция позволила отвлечь истребительную авиацию Германии от района высадки войск в Нормандии. На момент высадки там оказалось лишь 80 немецких истребителей, которые смогли сделать 250 боевых вылета, против 13 743 боевых вылетов истребителей союзников.
В результате операции Pointblank германским промышленникам пришлось рассредоточить производство истребителей и деталей к ним с 27 крупных заводов на 729 средних и мелких предприятий, при этом часть из этих предприятий находилась в туннелях, пещерах и шахтах.